# Colletes rubripes
Colletes rubripes är en biart som beskrevs av Noskiewicz 1936. Colletes rubripes ingår i släktet sidenbin, och familjen korttungebin. Inga underarter finns listade i Catalogue of Life.